# Neodexiopsis priscipagus
Neodexiopsis priscipagus är en tvåvingeart som beskrevs av John Otterbein Snyder 1958. Neodexiopsis priscipagus ingår i släktet Neodexiopsis och familjen husflugor. Inga underarter finns listade i Catalogue of Life.